# Мирослав Николић
Мирослав Николић (Крагујевац, 8. јануар 1956) је српски кошаркашки тренер.

## Биографија
Мирослав Николић је рођен 7. јануара 1956. у Крагујевцу, али му у личној карти пише 8. јануар. Његов отац, који је био војно лице, замолио је да се 8. јануар упише у матичну књигу да приликом сваког рођендана неко не би помислио да славе Божић. Његов отац Никола је рођен у месту Његуши код Цетиња а мајка Стојка је са Жабљака. Због очевог посла Николић се често селио широм СФРЈ. Тако је и рођен у Крагујевцу где је провео само две године живота а потом се преселио у Смедеревску Паланку.
Кошарком је почео да се бави у екипи Гоше. У играчкој каријери је још наступао за Раднички из Крагујевца, београдски ИМТ а каријеру је завршио у екипи Марибора.

### Тренерска каријера

#### Клубови
Тренерску каријеру је започео 1990. године тамо где је и завршио играчку, у екипи Марибора, малом клубу који се такмичио у некадашњој лиги СФРЈ. Након распада СФРЈ Николић се вратио у Србију и тренирао ИМТ, Гошу из Смедеревске Паланке и Раднички Крагујевац.
Широј јавности је постао познат по сјајним успесима са екипом БФЦ из Беочина на чијој клупи је био од 1994. до 1996. године. У том тиму је сакупио неколико мање познатих играча који су заједно чинили тада један од најјачих састава у српској кошарци. Његова највећа откровења у тиму су били Топић, Кузмановић, Топаловић и Смиљанић. Са БФЦ-ом је у сезони 1995/96. стигао до финала плеј-офа где је његов тим водио са 2:0 против Партизана, али су на крају београдски црно-бели преокренули и славили са 3:2 у серији.
Следеће године (1996) Николић се сели баш у Партизан. Са црно-белима је у сезони 1996/97. освојио првенство СР Југославије. У Евролиги клуб је прошао у осмину финала и изгубио од каснијег првака Европе Олимпијакоса, који је тада водио Душан Ивковић. У наредној 1997/98. сезони клуб је кренуо амбициозно у сезону али је после серије пораза Николић поднео оставку. Његов тим преузео је Милован „Киме” Богојевић и пласирао се на фајнал фор Евролиге.
Николић је 1998. преузео подгоричку Будућност. Ту је имао јак састав са Шћепановићем, Радоњићем, Булатовићем, Топаловићем и другим играчима. У сезони 1998/99. освојена је титула првака Југославије али је у полуфиналу Купа Сапорте клуб налетео на Обрадовићев Бенетон и изгубио. У наредној сезони (1999/00) Будућност је још више појачала састав и из главних конкурената Партизана и Звезде довела Миленка Топића, Хариса Бркића, Дејана Томашевића и Владимира Кузмановића. Будућност је у другој сезони под Николићем одбранила домаћу титулу до које је стигла без пораза уз 27 победа, али се у Европи поновила стара прича, поново је Жељко Обрадовић био непремостива препрека, овај пут са Панатинаикосом у осмини финала Евролиге.
Касније је Николић био тренер Радничког из Београда, Црвене звезде, НИС Војводине, Аполона из Грчке и поново Будућности. У мају 2006. Николић је преузео вршачки Хемофарм. Као тренер Хемофарма афирмисао је младе играче Марковића, Мачвана и Марјановића који су касније постали репрезентативци Србије. Водио је тим све до марта 2008. када је поднео оставку након пораза од Задра у Јадранској лиги. Током сезоне 2008/09. радио је у руској екипи Автодор Саратов.
Николић је у јулу 2009. преузео вршачки Свислајон. Клуб је врло брзо након његовог доласка променио име у Раднички и преселио се у Крагујевац. Николић је водио Раднички све до гашења клуба 2014. У том периоду клуб је четири пута стизао до полуфинала плејофа првенства Србије а пет пута су играли у полуфиналу Купа Радивоја Кораћа. У Јадранској лиги најбољи резултат је био у сезони 2012/13. када је клуб поражен у полуфиналу од Црвене звезде са 79:78. Да је Раднички тада ушао у финале, обезбедио би себи пласман у Евролигу пошто су у тој сезони финалисти директно ишли у најквалитетније клупско европско такмичење. Николић је и у Радничком афирмисао неколико младих играча (Калинић, Јовић, Бирчевић) који су касније са сениорском репрезентацијом Србије освајали медаље.
Николић је током 2015. године основао кошаркашки клуб Динамик. Николић је преузео место првог тренера Динамика у фебруару 2016. и помогао тиму да оствари пласман у Кошаркашку лигу Србије. У другој сезони је остварен још већи успех, пласман у Суперлигу Србије.
Николић се 18. јула 2017. званично након 19 година вратио у Партизан потписавши трогодишњи уговор са црно-белима. Након серије лоших резултата Николић је добио октаз 12. децембра 2017. године. Касније тог месеца се вратио у Динамик на место главног тренера. У јулу 2018. је напустио место тренера, и преузео функцију спортског менаџера свих селекција КК Динамик.

#### Репрезентација
Као изузетан мотиватор Николић је често био део стручног штаба репрезентативних селекција. Са сениорском репрезентацијом СР Југославије је узео сребрну медаљу на Олимпијским играма 1996. у Атланти као помоћни тренер Жељка Обрадовића. Наредне 1997. године тренерски дуо освојио је Европско првенство у Шпанији, а 1998. је са Обрадовићем узео злато на Светском првенству у Атини.
Николић је био селектор репрезентације Србије и Црне Горе до 20 година која је постала првак Европе 2006. године у Турској. Наредне године постаје селектор репрезентације Србије до 19 година, са којом осваја Светско првенство у Новом Саду. Ту је афирмисао још један број играча који ће касније имати запажене каријере, а у финалу је побеђена екипа САД у којој је било неколико будућих НБА звезда попут: Стефа Карија, Деандреа Џордана, Патрика Беверлија и других.
На позив селектора Александра Ђорђевића 2014. године вратио се у стручни штаб сениора. Исте године освојили су сребрну медаљу на Светском првенству у Шпанији. Већ наредног лета на Евробаскету је заузео четврто место са националним тимом. На Олимпијским играма 2016. године у Рију сениорска репрезентација Србије на челу са Ђорђевићем и Николићем освојила је сребрну медаљу.

## Тренерски успеси

### Клупски
- Партизан

Првенство СР Југославије (1): 1996/97.
- Будућност

Првенство СР Југославије (2): 1998/99, 1999/00.

### Репрезентативни
Главни тренер
- Европско првенство до 20 година:  2006.
- Светско првенство до 19 година:  2007.

Помоћник
- Олимпијске игре 1996:
- Европско првенство 1997:
- Светско првенство 1998:
- Светско првенство 2014:
- Олимпијске игре 2016:
- Европско првенство 2017: